# Pseudonus
Pseudonus is een geslacht van straalvinnige vissen uit de familie van naaldvissen (Bythitidae).

## Soorten
- Pseudonus acutus Garman, 1899
- Pseudonus squamiceps (Lloyd, 1907)